# Sharon (Caroline du Sud)
Pour les articles homonymes, voir Sharon.
Sharon est une ville située dans le comté de York, dans l’État de Caroline du Sud, aux États-Unis. Lors du recensement de 2020, elle comptait 462 habitants.